# Statue équestre de saint Venceslas
La statue équestre de Saint Venceslas (ou Václav en tchèque) est une statue en bronze réalisée en 1912 par Josef Václav Myslbek. Elle a été restaurée en 2004.

## Historique de l’œuvre

### La première statue, œuvre de Jiri Bendl
La statue équestre de saint Venceslas qui trône actuellement sur la place Venceslas est la seconde statue équestre. La première statue, érigée en 1680, était l’œuvre du sculpteur Jiri Bendl et trônait sur la place du Marché aux chevaux, qui était le nom de l'actuelle place Venceslas jusqu'en 1848. Des offices religieux étaient dispensés devant la statue lorsque les églises étaient fermées, comme c'était le cas lors des épidémies de peste.

### La seconde statue, œuvre de Myslbek
En 1879, la statue équestre est déplacée à Vysehrad. Afin de la remplacer, les autorités de la commune décident d'organiser une collecte de fonds, qui n'obtiendra pas le succès escompté. C'est seulement en 1894 que la somme nécessaire peut être rassemblée. Est alors organisée un concours afin d'ériger la nouvelle statue, auquel huitsculpteurs participent et présentent des projets. Deux sculpteurs « tchèques » Josef Václav Myslbek et Bohuslav Schnirch emportent tous les deux la récompense principale du concours, mais c'est Myslbek qui obtient la réalisation de la statue équestre, lui qui avait déjà réalisé une précédente sculpture en 1887 pour le compte du ministère de la culture.
Pour réaliser la statue, Myslbek s'entoure de l'architecte Alois Dryák et du sculpteur Celda Klouceklequel est l'auteur de l'ornementation de la base du monument. La statue équestre elle-même est montée dès 1912. Les statues de trois des quatre saints qui l'entourent, Procope, saintes Ludmila et Agnès, seront aussi mises en place avant la fin de l'année 1913. La dernière statue, représentant Adalbert, ne sera quant à elle placée qu'en 1924.
Cette statue a fait l'objet d'une importante restauration en 2004.

## Description
La statue est située au centre de la place Venceslas, à Prague, capitale de la République tchèque. L'œuvre est en réalité composée d'un ensemble de cinq statues : un cavalier monté (saint Venceslas), au centre, sur un piédestal, et quatre personnages, deux saints et deux saintes, qui l'entourent. Ils sont tous orientés dans le sens de la marche du cavalier. 
La statue équestre elle-même représente un cavalier monté sur un cheval au trot. Il est en armure, porte un étendard dans la main droite, et tient les deux rênes de sa monture dans la main gauche. La statue est montée sur un socle qui lui permet de dominer la place. Elle est entourée de quatre saints : Procope, Adalbert, Ludmila et Agnès, qui sont d'autres saints protecteurs des Tchèques. Sur le socle sont gravés les premiers mots d'un choral du XIIIe siècle : « Ne nous laisse pas périr, nous et nos descendants. »

## Contexte
Dans la Prague des années 1900, la sculpture connaît une immense popularité, car la municipalité jeune-tchèque de Prague encourage l'édification de statues consacrées aux grands personnages de l'histoire tchèque, dans le contexte de la renaissance nationale tchèque. Elle se comporte en mécène pour ces œuvres. Fondateur de la sculpture moderne tchèque, J. V. Myslbek est choisi pour représenter le saint patron tchèque, alors que la ville est sous domination austro-hongroise. Elle remplace une ancienne statue baroque, édifiée en 1680, qui a été dès lors déplacée dans un autre quartier de la ville.

## Autour de la statue
Cette statue est l’œuvre la plus connue du sculpteur Josef Václav Myslbek. Il lui a fallu plus de vingt ans, de 1912 à 1924, pour réaliser cette sculpture qui allait devenir l'un des monuments les plus connus de Prague et un symbole de la nation tchèque. Elle est actuellement au centre de la place Venceslas. Selon B. Michel, « sans être très remarquable sur le plan artistique, cette statue a une certaine grandeur. Les Tchèques se sont identifiés à cette statue qui a été, depuis son édification, le centre de toutes les manifestations politiques. »
Cette statue est devenue l'un des symboles de la nation tchèque. Elle est située au centre de Prague. La statue équestre actuelle remplace une précédente qui était en pierre. Saint patron de la république tchèque, saint Venceslas repose à la cathédrale Saint-Guy de Prague, mais il est fêté sur sa place éponyme, autour de la statue.
Le sculpteur David Černý a réalisé une statue parodique de la statue équestre de saint Venceslas, intitulée Kůň.

### Mémorial de Jan Palach
Entre la statue et le Musée national de Prague se trouve un mémorial à Jan Palach, à l'emplacement où cet étudiant tchécoslovaque s'est immolé par le feu le 16 janvier 1969 pour protester contre l'invasion de son pays par l'Union soviétique quelques mois plus tôt. Il est matérialisé par une croix en bronze.

### Numismatique
La Statue équestre de saint Venceslas est représentée sur la pièce de 20 couronnes tchèques depuis 1993.